# Fly My Pretties
Fly My Pretties – kolaboracja zrzeszająca wielu muzyków, pochodząca z Wellington w Nowej Zelandii. Założona w 2004 roku, pozostaje aktywna do dzisiaj.

## Skład
- Adi Dick
- Age Pryor
- Barnaby Weir
- Brendan Moran
- Craig Terris
- Daniel Weetman
- Hollie Smith
- Jarney Murphy
- Lee Prebble
- Luke Buda
- Mailee Mathews
- Mike Fabulous
- Module
- Nato
- Ryan Prebble
- Samuel Flynn Scott
- Tessa Rain

## Dyskografia
- 2004 – Live At Bats
- 2005 – The Return